# Rancharia
Rancharia, amtlich portugiesisch Município de Rancharia, ist eine Gemeinde im brasilianischen Bundesstaat São Paulo. Die Bevölkerung wurde zum 1. Juli 2020 auf 29.726 Einwohner geschätzt, die Rancharienser (rancharienses) genannt werden und auf einer großen Gemeindefläche von rund 1587,5 km² leben.

## Geographie
Umliegende Gemeinden sind Iepê, João Ramalho, Bastos, Parapuã, Paraguaçu Paulista, Maracaí und Martinópolis.
Das Biom besteht aus brasilianischem Cerrado und Mata Atlântica.

## Geschichte
Der Gemeinde wurde am 13. Juni 1935 die Stadtrechte verliehen, ihr Gemeindegebiet aus Paraguassú, ältere Schreibung von Paraguaçu, und Papesal ausgegliedert und zusammengeführt.
Sie steht an 194. Stelle bei den Bevölkerungszahlen der 645 Munizips des Bundesstaates, aber an sechster Stelle bei den Gemeindeflächen.

## Söhne und Töchter der Gemeinde
- Orlando Duarte (1932–2020), Sportreporter und -journalist

## Religion
Das christentum ist in der Stadt wie folgt vertreten:

### Römisch-katholische Kirche
Die katholische Kirche in der Gemeinde ist Teil der bistum Assis.

### Protestantische Kirche
In der Stadt gibt es die unterschiedlichsten evangelischen Glaubensrichtungen, hauptsächlich Pfingstler, darunter die brasilianischen Assemblies of God, die Christliche Kongregationalistische Kirche in Brasilien, und andere.